# Vệ Huy
Vệ Huy (卫辉市) (chữ Hán giản thể: 卫辉市, Hán Việt: Vệ Huy thị) là một thành phố cấp huyện của địa cấp thị Tân Hương (新乡市), tỉnh Hà Nam, Cộng hòa Nhân dân Trung Hoa. Vệ Huy có diện tích 882 km2, dân số năm 2002 là 480.000 người. Thời Tây Hán, tên của khu vực này là huyện Cấp, năm thứ 6 Khai Hoàng thời nhà Tùy (586) dời huyện lỵ đến địa điểm như ngày nay, thời nhà Tống lập Vệ Châu, thời nhà Minh, nhà Thanh thuộc phủ Vệ Huy, năm 1948 lập thành phố cấp huyện Vệ Huy và huyện Cấp, năm 1949 sáp nhập vào nhau thành huyện Cấp, năm 1988 nâng huyện này lên thành thành phố cấp huyện Vệ Huy.